# Sárada írás
A sárada írás a bráhmi írások családjába tartozó abugida írásrendszer. Az írás a 8. és 12. század között volt elterjedt az indiai szubkontinens északnyugati részein (Kasmírban és a szomszédos területeken), a szanszkrit és a kasmíri nyelv írásához. Eredetileg elterjedtebb volt, használata később Kasmírra korlátozódott, és ma már ritkán használják, kivéve a kasmíri pandit közösségben vallási célokra.
Kasmír őshonos írása, Szaraszvati istennőről kapta a nevét, aki a tanulás istennője és a Sárada pítha templom fő istensége. A jelenleg ismert legrégebbi dél-ázsiai matematikai kézirat, a bakhsáli kézirat ezzel az írásrendszerrel íródott.

## Története
A bakhsáli kézirat a sárada írás egy korai változatával készült. Afganisztán|ban és az indiai Himácsal régióban is használták. 
Afganisztánban felfedeztek egy, a 6-8. század között készült szobrot, amely Ganésa istent ábrázolja. Az alkotáson  proto-sárada felirat szerepel, amely Khingala királyt említi. A történelmi Markula Dévi templomban Mahisamardini istennőnek van egy sárada felirata Kr. u. 1569-ből.
A 10. századtól kezdve regionális különbségek kezdtek megjelenni a Pandzsábban, a hegyvidéki államokban (részben Himácsal Pradesben) és Kasmírban használt sárada írás között. Az írás használata végül szertartási célokra korlátozódott Kasmírban, mivel egyre kevésbé volt alkalmas a kasmíri nyelv írására. Az utolsó ismert felirat 1204-ből származik, a 13. század eleje mérföldkövet jelent a sárada írás fejlődésében. A pandzsábban használt változat ettől a szakasztól kezdve a 14. századig tovább fejlődött; ebben az időszakban kezd megjelenni a gurmukhihoz és más landa írásokhoz hasonlító formákban. A 15. századra a sárada írás olyan jelentősen fejlődött, hogy az epigráfusok ekkor már külön névvel, Deváesza néven jelölik az írást.

## Képek

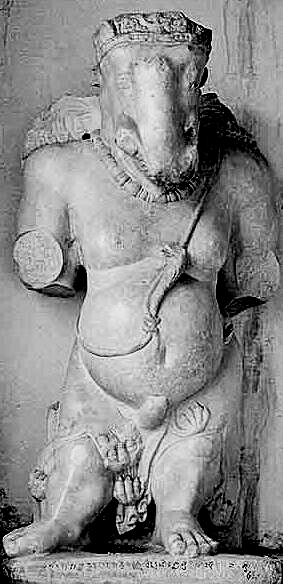
A 6 - 8. század között készített márvány Ganésa szobor, amelyet az afganisztáni Gardezben találtak, jelenleg a kabuli Dargah Pir Rattan Nath-ban található.
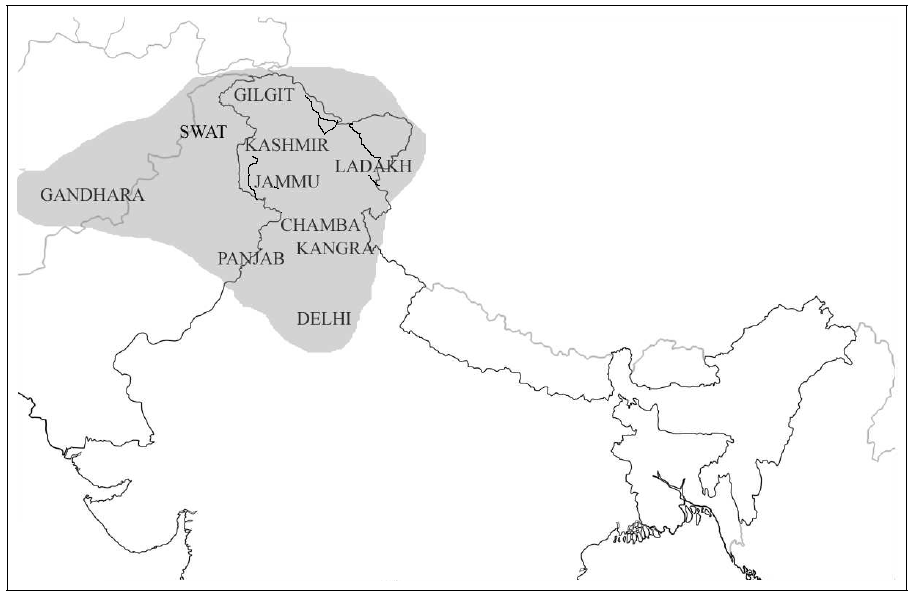
Az írásrendszer eredeti elterjedési területe, a jelenlegi államhatárokkal.
Az aum jelképe sárada írással
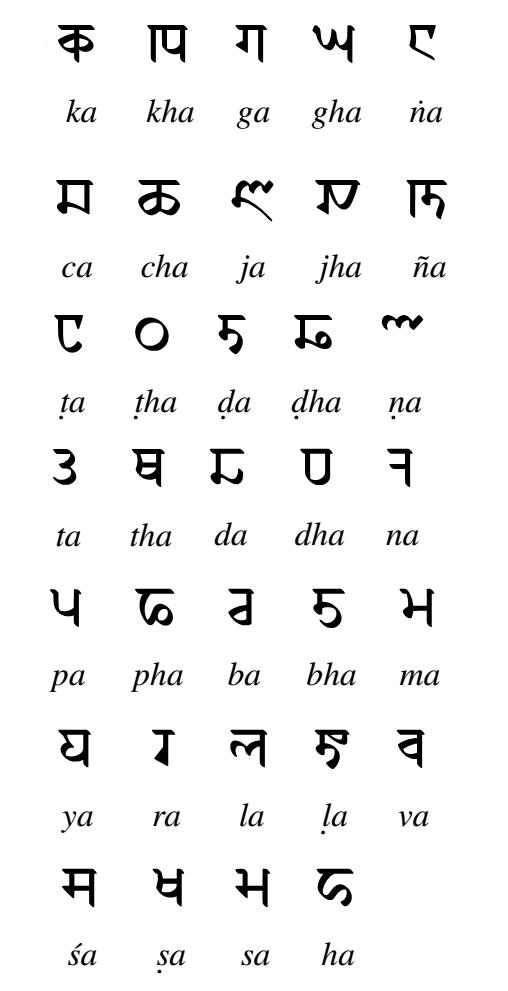
Mássalhangzók.
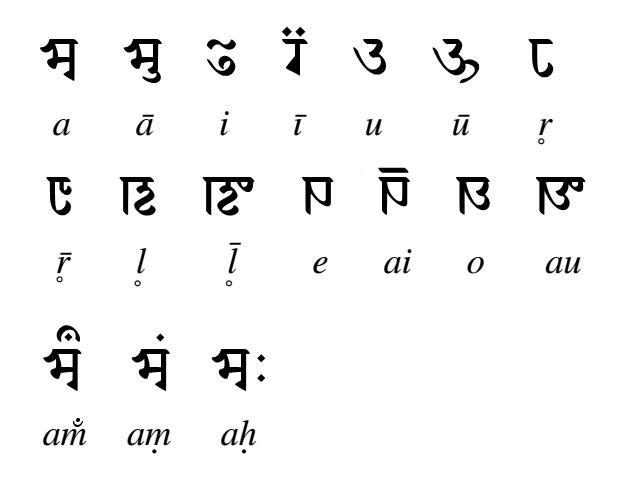
Magánhangzók.
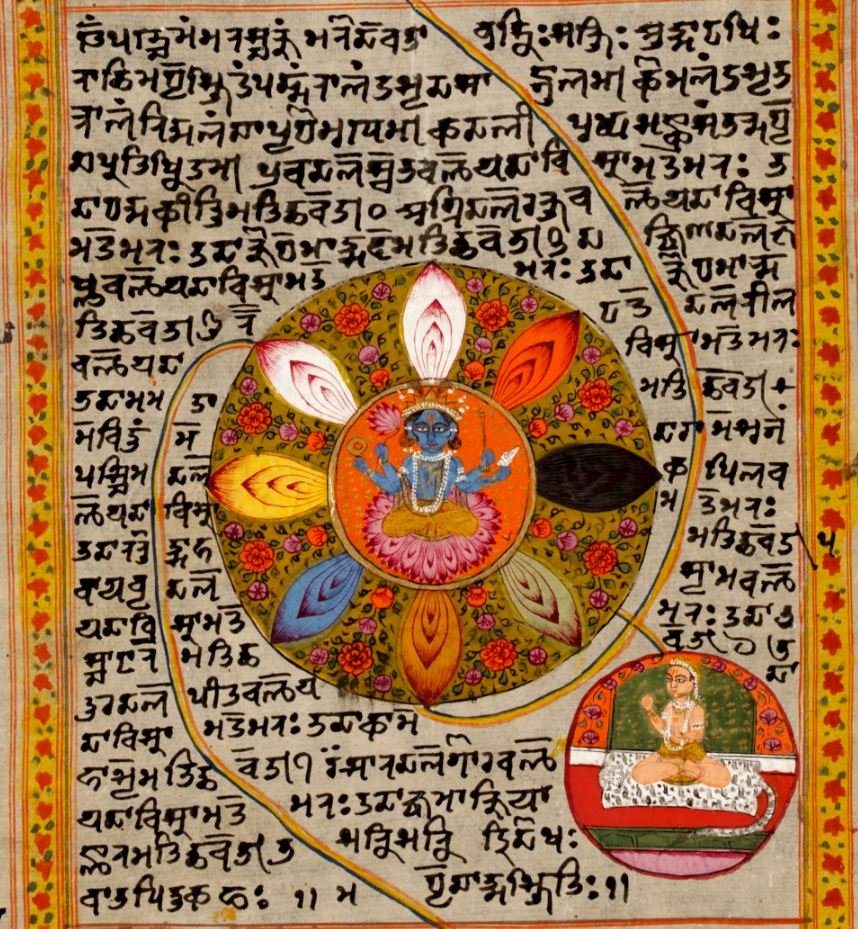
Sárada írással írt kézirat.
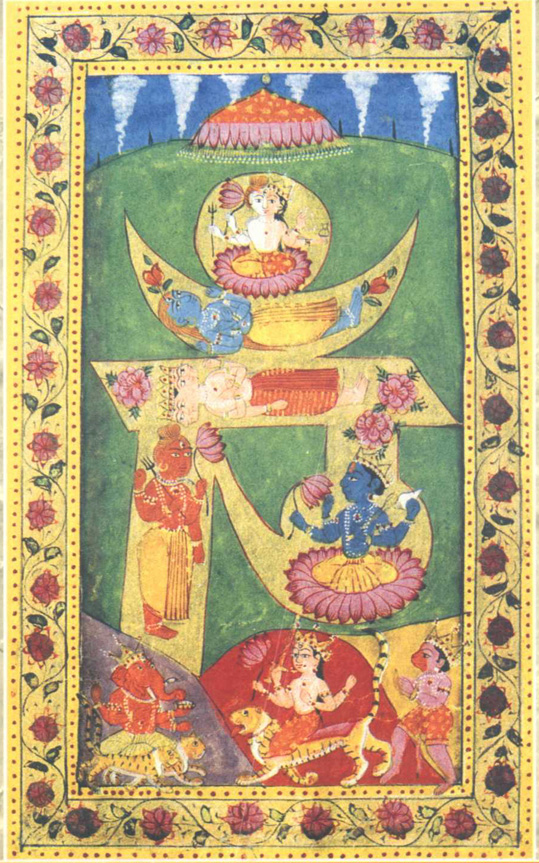
Kasmíri miniatúra festmény Brahma, Visnu, Siva (Mahádéva) és más indiai istenségek ábrázolásával és az aum jelével.

## Fordítás
- Ez a szócikk részben vagy egészben  a   Sharada script című angol Wikipédia-szócikk ezen változatának fordításán alapul.  Az eredeti cikk szerkesztőit annak laptörténete sorolja fel. Ez a jelzés csupán a megfogalmazás eredetét és a szerzői jogokat jelzi, nem szolgál a cikkben szereplő információk forrásmegjelöléseként.